# 烟斗

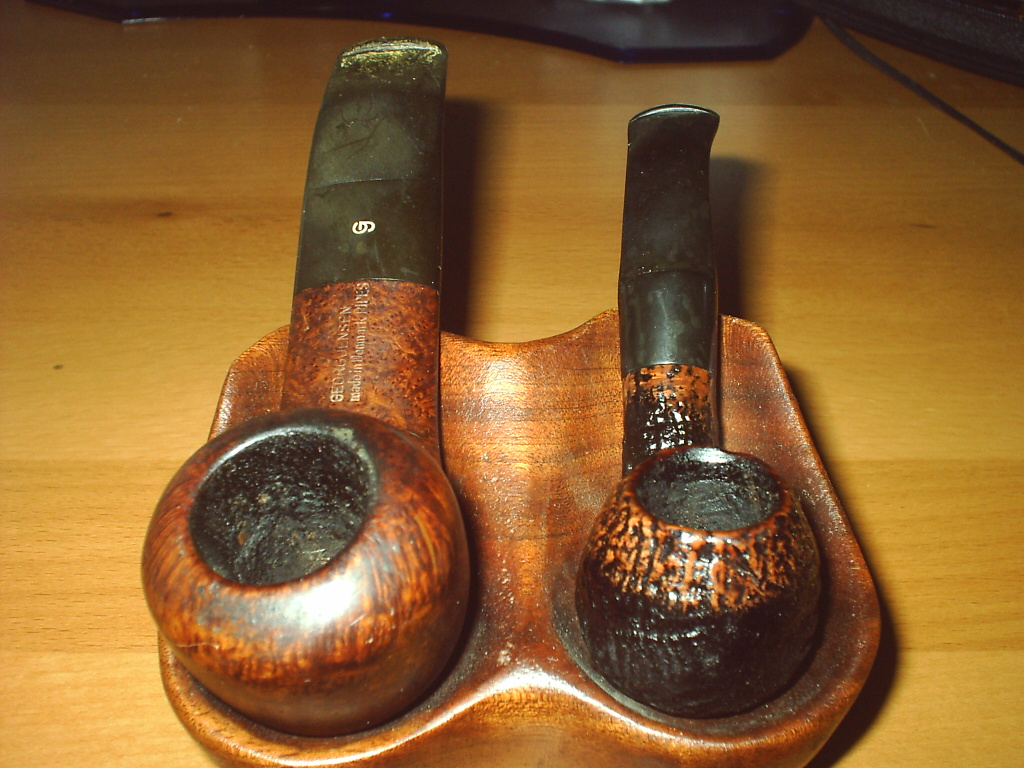
煙斗的照片

菸斗（英語：tobacco pipe，簡稱pipe）是流行於美國、歐洲的一種吸煙道具，塞進切好的菸草加上香料後點燃吸煙。最早菸斗主要流行於世界各地原住民，過去美洲原住民已有抽菸斗的習慣。

## 概要

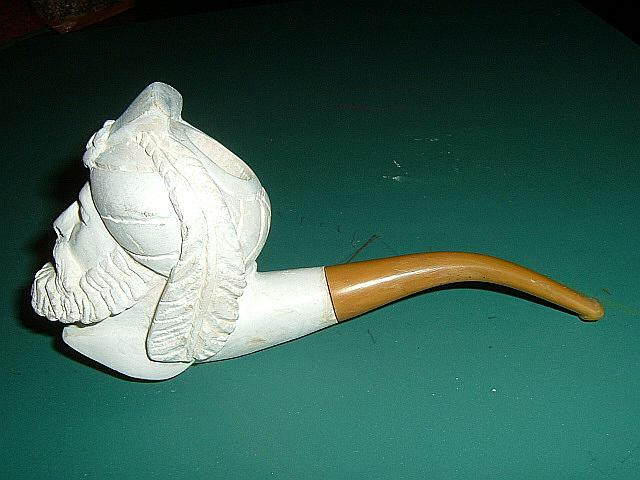
海泡石菸斗

菸斗這種吸煙工具推估是在有吸煙這種行為時，利用菸斗是最早的吸煙方式。當時除了利用這種菸斗式的吸煙方式以外，也有咀嚼式的與鼻煙式的（SNUFF）。吸煙方式約在16世紀以後從歐洲傳到世界各地，各地都出現各式各樣不同的菸斗，這樣的吸煙方式直到19世紀左右，菸捲（cigarette）的普及為止。
菸斗在構造上就是選一長條形木頭，一頭較大，中間挖空後做成煙管，較大的一頭再挖一個槽用來填裝菸草。雖然不難做，但是因為是要將菸草燃燒，所以其材質就很講究了。一般最常使用的是石楠木，或海泡石（Meerschaum）等材質。
一般利用菸斗吸一次菸會因為菸葉的種類不同與填塞方式的差異，在時間上平均要花大約30分鐘到1個小時不等，也因為每個人的習慣不一樣，甚至有些人還需要花超過兩個小時才吸完一次煙。在當時甚至還有『菸斗吸菸大會』來針對抽菸時間競賽的國際大會。

## 圖庫

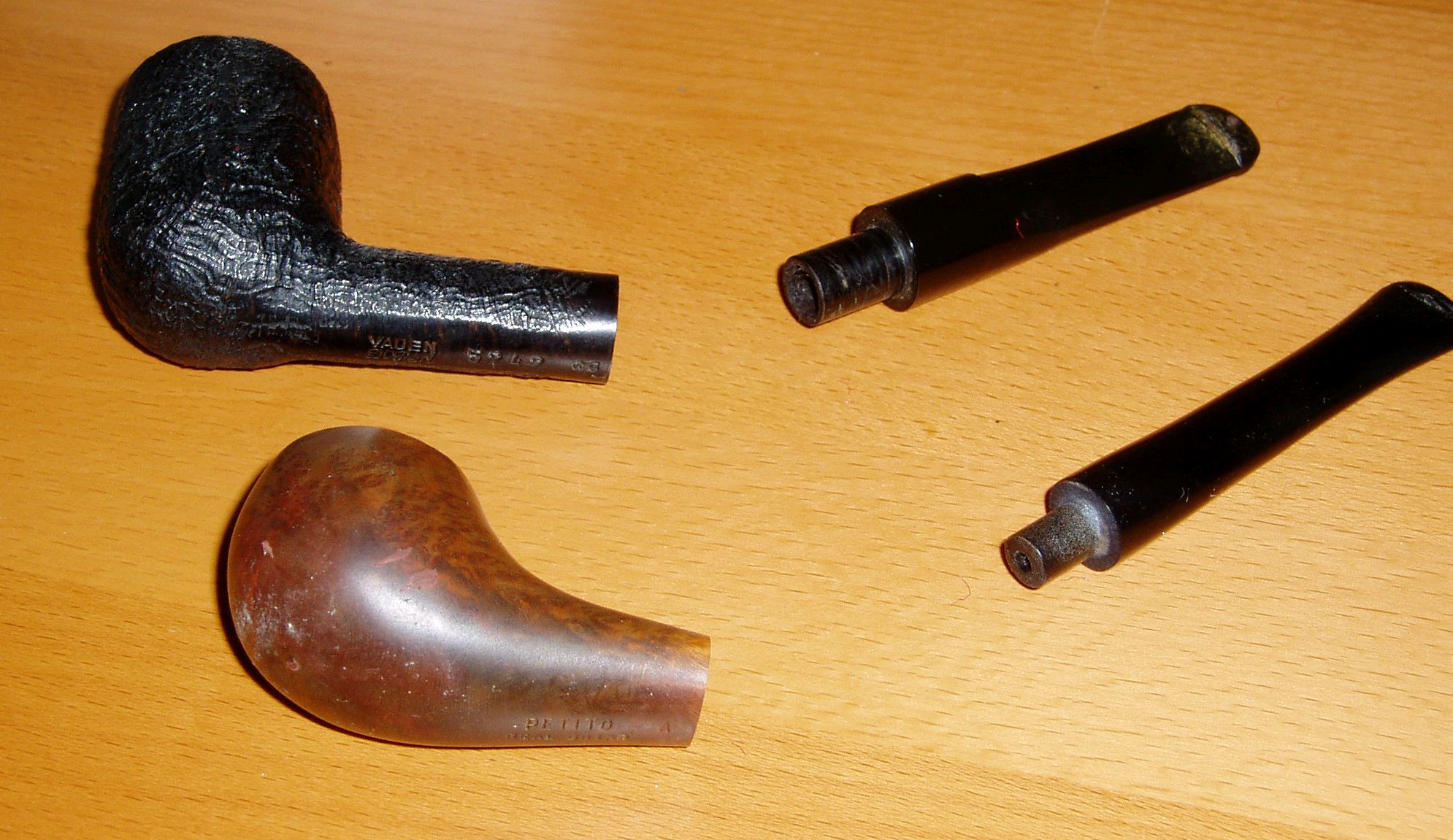
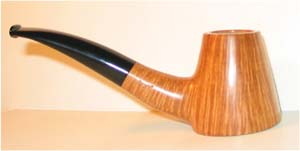
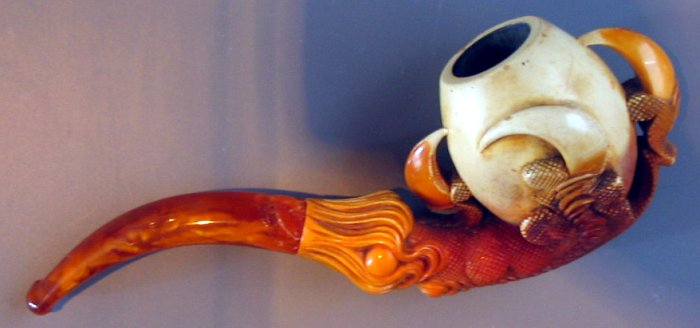
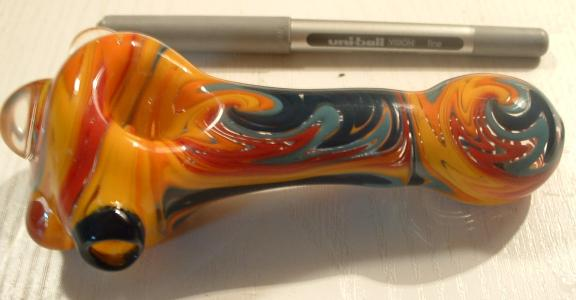
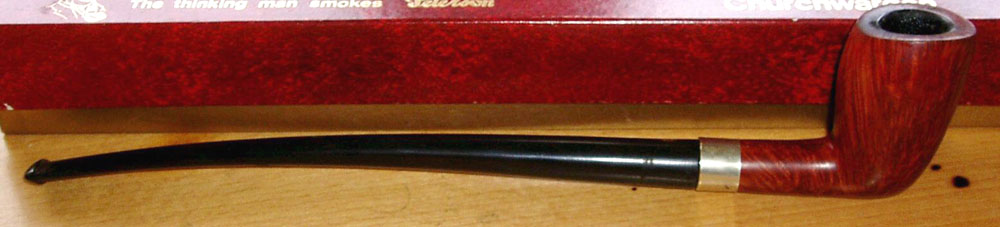
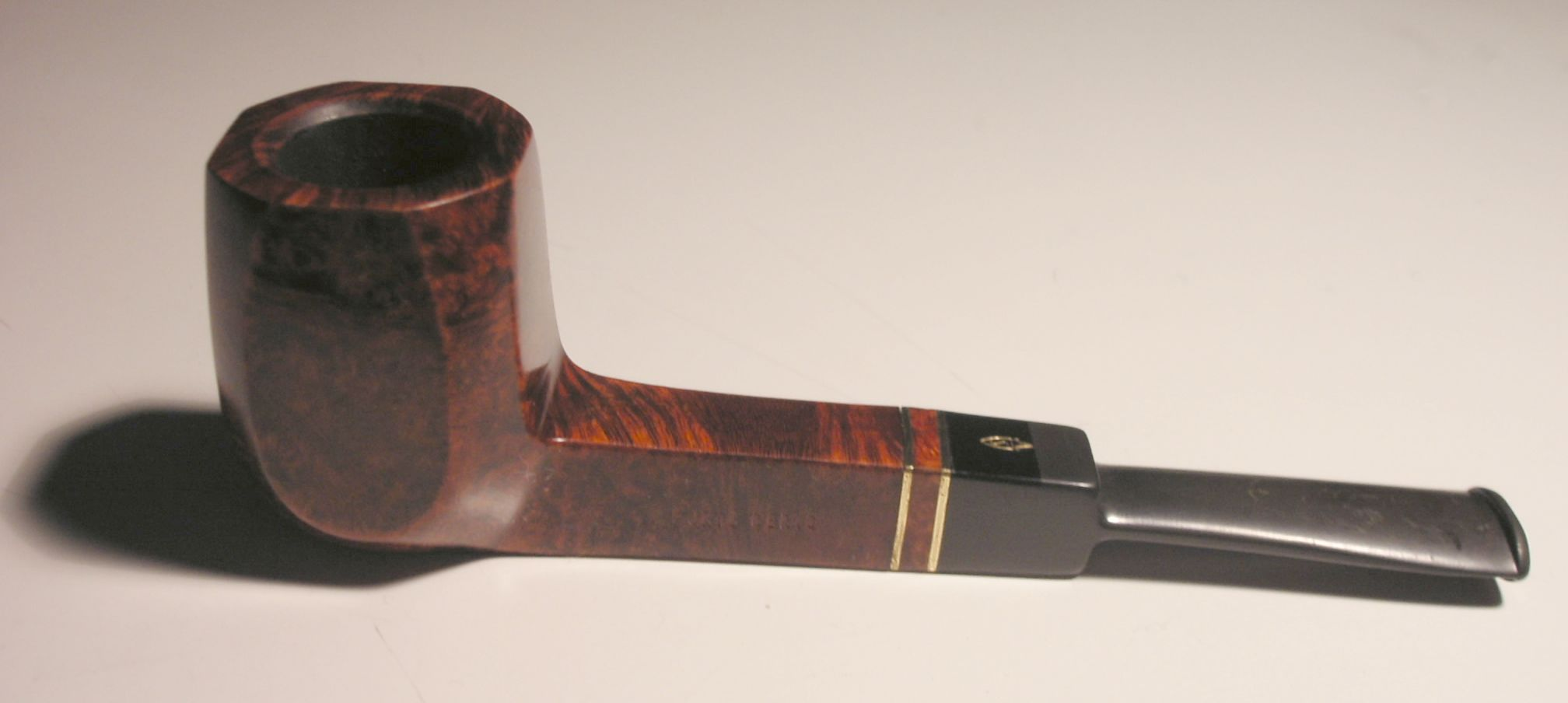
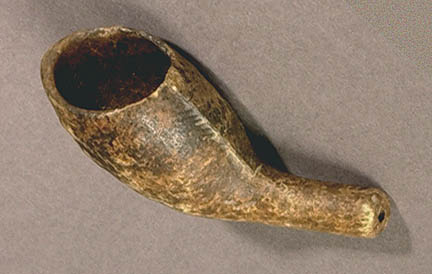